# L'Hotel (Gironella)
L'Hotel és un edifici del municipi de Gironella (Berguedà) que forma part de l'Inventari del Patrimoni Arquitectònic de Catalunya.

## Descripció
És un edifici entre mitgeres estructurat en planta baixa i dos pisos superiors, de planta pràcticament quadrada. La façana és arrebossada on destaquen sobretot el gran nombre d'obertures. A la planta baixa trobem un porxo suportat per columnes de fust molt gruixuts amb capitells vegetals. Els arcs que dibuixen són força rebaixats. Al primer pis trobem quatre obertures, arcs georgians amb la part superior recte. Totes les obertures són balcons amb baranes de ferro forjat força simples però n'hi ha dues que estan de costat, formant part del mateix balcó i dibuixen una forma parabòlica que les aixopluga de forma fictícia.
Al segon pis trobem tot d'obertures allindanades, disposades de forma regular. Tot i que l'edifici remata amb una cornisa recte que no permet veure la coberta a dues aigües, sota seu trobem un petit ràfec de pedra motllurada que funciona visualment com a remat de l'habitatge.

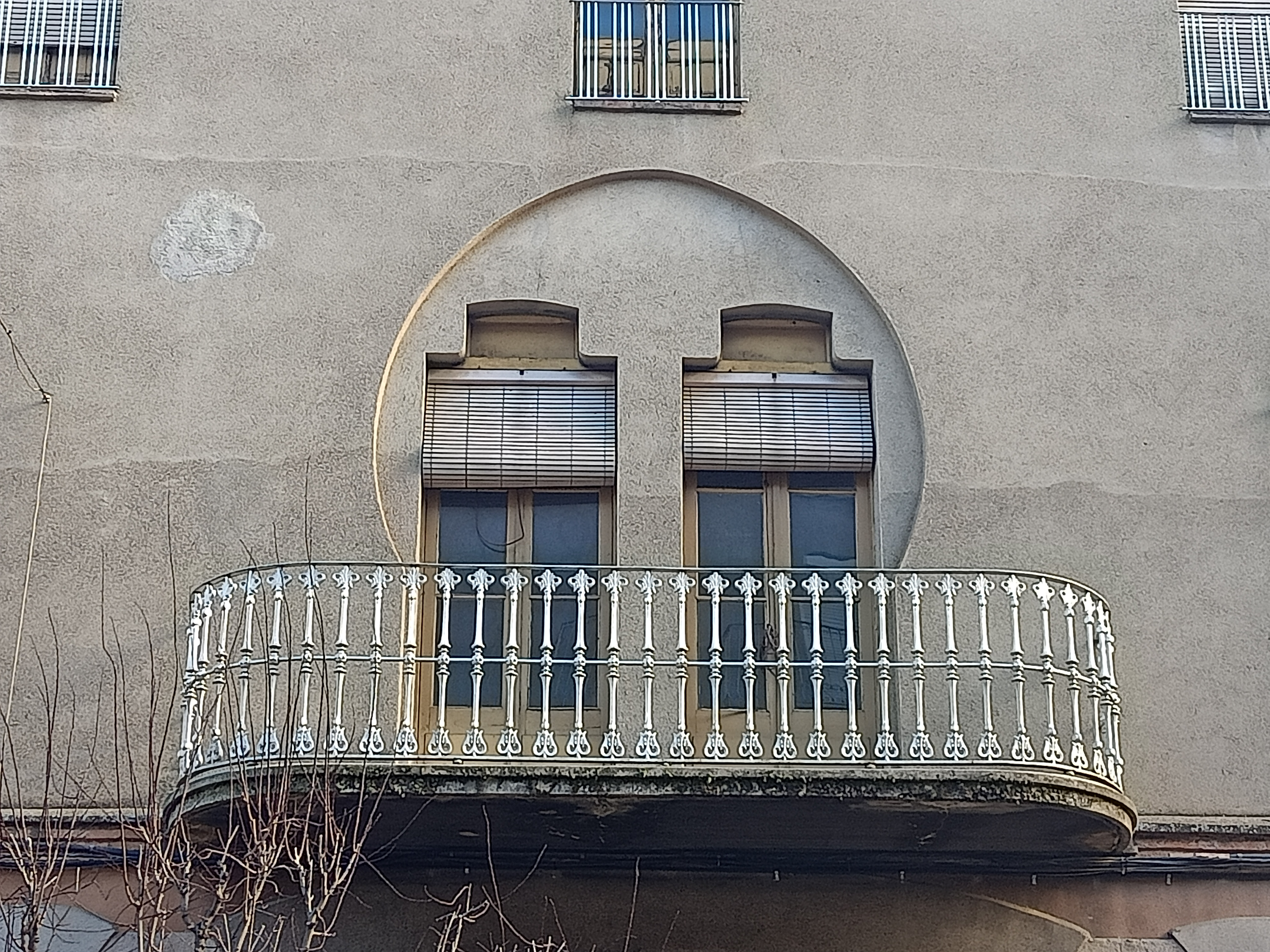
Balcó de l'Hotel de Gironella

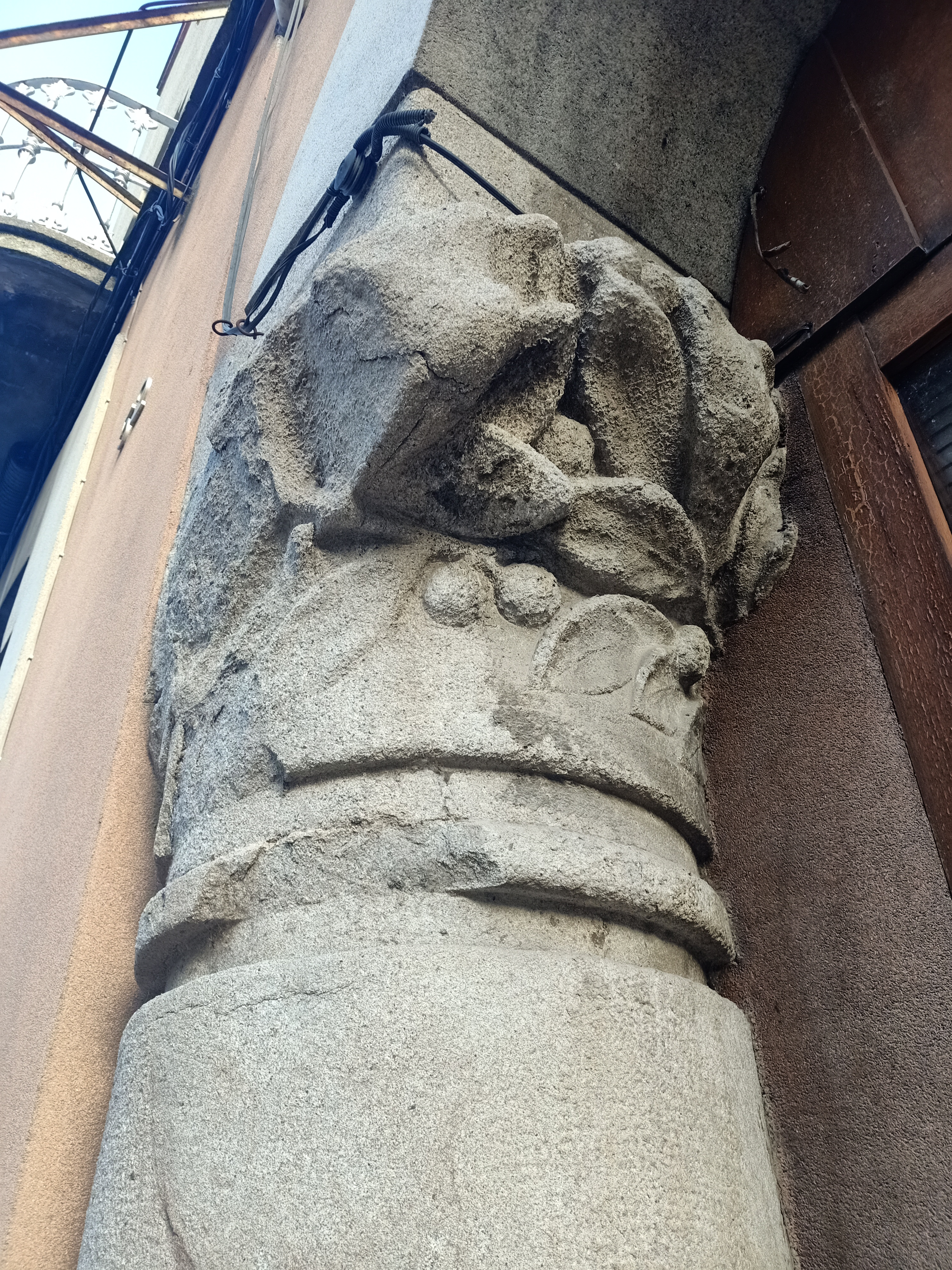
Capitell de l'hotel de Gironella

## Història
Manquen notícies històriques sobre l'autor i la data d'aquest edifici però sembla correspondre a principis del segle xx, durant l'època en què Alexandre Soler i March (autor de la Torre de Cal Bassacs i de l'església de Gironella, entre altres) fou arquitecte municipal de Gironella.